# Вилхелм III (Холандия)
Вилхелм III (V) от Холандия (на френски: Guillaume le Bon; на немски: Guillaume V (III) d'Avesnes, Wilhelm III. der Gute; на нидерландски: Willem de Goede, * ок. 1286, † 7 юни 1337) от Дом Авен е от 1304 до 1337 г. граф на Хенегау и граф на Холандия и Зеландия.

## Произход
Той е първият син на Жан II д'Авен (* 1248, † 1304), граф на Хенегау, Холандия и Зеландия, и съпругата му Филипа Люксембургска (* 1250, † 1311), дъщеря на Хайнрих V Русия, граф на Люксембург, и Маргарета от Бар.

## Биография
Той последва баща си в управлението през 1304 г. Братовчед му – император Хайнрих VII (майка: Беатрис от Авен) признава неговото наследство, но едва през 1323 г. се налага над конкурентите му. 
През 1325 г. дава подслон на английската кралица Изабела Френска и на нейния любовник Роджър Мортимър, и им помага в Англия. 
Вилхелм III е един от най-важните князе в империята и се ползва с голямо име. Той допринася за германско-английския съюз през 1337 г., което означава започване на Стогодишната война.

## Брак и потомство
∞ 19 май 1305 за принцеса Жана дьо Валоа (* 1294, † 1342), дъщеря на граф Шарл Валоа, сестра на по-късния френския крал Филип VI. Те имат пет деца:
- Маргарета II (* 1310 † 1356), ∞ 1324 г. за император Лудвиг IV Баварски (* 1282 † 1347)
- Филипа (* 1312 † 1369), ∞ 1328 г. крал за Едуард III от Англия (* 1312 † 1377)
- Изабела (* 1314 † 1360), ∞ за Роберт от Намюр (* 1323 † 1391)
- Йохана (Жана) (* 1315 † 1374), ∞ 1324 г. за Вилхелм I фон Юлих (* 1299 † 1361), граф на Юлих
- Вилхелм IV (* 1318 † 1345), граф на Хенегау, Холандия и Зеландия